# Gunnar Wennerström
Gunnar Erik Emanuel Wennerström (Ör, Mellerud, Västra Götaland, 27 de juny de 1879 – Estocolm, 2 de juny de 1931) va ser un waterpolista i nedador suec que va competir a principis del segle xx. El 1908 va guanyar la medalla de bronze en la competició de waterpolo dels Jocs Olímpics de Londres.
En aquests mateixos Jocs va disputar dues proves del programa de natació, els 1500 metres lliures i els relleus 4x200 m lliures, però en ambdues quedà eliminat en sèries.